# Lake Ainslie
Lake Ainslie (en gaélique écossais: Loch Ainslidh) est un village canadien situé dans le comté d'Inverness, sur l'île du Cap-Breton en Nouvelle-Écosse. 

## Géographie

### Hameaux et lieux-dits
Lake Ainslie comprend les hameaux suivants: Ainslie Glen, Claverhouse, Glen Campbellton, Keppoch, MacCormick's Corner, Mason's Point, Piper's Glen, Scottsville, South Lake Ainslie et West Lake Ainslie.